# Paul Bacou
Pour les articles homonymes, voir Bacou.
Paul Bacou est un haut fonctionnaire et collectionneur d'œuvres d'art français né le 15 février 1877 et mort le 18 mai 1964.

## Biographie
Né le 15 février 1877, Paul Jean Bacou suit des études scientifiques. Membre du Parti radical, il est recruté au cabinet de Gaston Doumergue et commence ainsi une carrière dans la haute fonction publique qu'il poursuit dans le corps préfectoral puis dans le corps diplomatique jusqu'en 1926.
Il est un ami proche de Gustave Fayet, qui administre depuis 1909 la Société des mines de zinc de Bosost, et avec lequel il traite par l'entremise d'André Gide des affaires comme celle de la Société française des mines de Sentein dans laquelle ils investissent chacun 117 actions en 1913 ou le projet abandonné de souscription pour la Société des étains et wolfram du Tonkin que leur avait proposé Eugène Rouart.
Il fait partie avec Odilon Redon, Ricardo Viñes et nombre d'autres artistes et hommes politiques, des « Fontfroidiens » qui se retrouvent dès 1910 à l'abbaye de Fontfroide autour de la famille Fayet. Passionné par la photographie, il immortalise sur la pellicule, de concert avec Viñes, ces moments privilégiés, témoignages de l'art de vivre et de la vie artistique à l'abbaye autour des Fayet. Gustave Fayet trace deux portraits de lui, qui sont conservés au musée d'art-Gustave-Fayet de Fontfroide,.
Il épouse Simone Fayet (1897-1961), deuxième enfant et première fille de Madeleine et Gustave Fayet, le 18 avril 1918 à Igny. Il a pour témoins Jules Pams et Henri Simon. Le couple s'installe à Igny, résidence des Fayet en Île-de-France lorsqu'ils ne sont pas à Fontfroide. Il séjourne aussi régulièrement au domaine du Canet, autre propriété des Fayet, dans la commune de Puissalicon dont il devient maire en 1944-1945. Simone et Paul Bacou ont trois enfants. Leur fille Roseline Bacou (1923-1993) prend en charge de 1950 jusqu'à sa mort la restauration de l'abbaye de Villeneuve-lès-Avignon acquise par Gustave Fayet en 1916 pour Elsa Koeberlé et Génia Lioubow. Paul Bacou meurt le 18 mai 1964. D'autres sources donnent 1963.

## Collections
Quelques pièces de ses collections, notamment des œuvres d'Odilon Redon, dispersées dans les musées ou dans les collections particulières : 
- Odilon Redon, Tête d'homme, huile sur carton 52 × 20 cm, donné par Odilon Redon à Paul Bacou en 1910, collection particulière vers 1959[15]
- Odilon Redon, Le Vitrail, dit aussi L'Allégorie, huile sur toile 81 × 61 cm, Paul Bacou, Jean-Pierre Bacou, Wildenstein, Ian Woodner Family Collection (d), New York[15]
- Odilon Redon, L'Arbre rouge, Une silhouette en fuite, huile sur carton, 52 × 28,5 cm, Gustave Fayet, Béziers, Paul Bacou, Paris[15]
- Odilon Redon, Deux personnages fuyant dit aussi Adam et Ève, fusain, 60 × 45 cm, Gustave Fayet, Béziers, Paul Bacou, Paris vers 1956, Jean-Pierre Bacou, Paris, collection particulière[15]
- Odilon Redon, The Window, vers 1907, Gustave Fayet, Igny et Béziers, Simone et Paul Bacou, Puissalicon 1956, Jean-Pierre Bacou 1985, Wildenstein & Co, New York 1987, The Ian Woodner Family Collection, Inc., New York 2000, Museum of Modern Art, New York, don de la Ian Woodner Family Collection[16]
- Odilon Redon, Centaure, Gustave Fayet, Béziers, 1925 ; vendu par Paul Bacou à Jacques Dubourg, Paris, 1948, Musée des Beaux-Arts (Boston)[17]
- Odilon Redon, Symbolic Head, vers 1890, vendu par Fayet à Paul Bacou, 1951[18]
- Paul Gauguin, Pot en grès émaillé à décor de moutons et de motifs végétaux, ancienne collection Gustave Fayet, Béziers, Madame Paul Bacou, Paris, Jean-Pierre Bacou, Paris[19]
- Paul Gauguin, Marchand d’esclaves, vase fantasque, Gustave Fayet, 1901, Mme Paul Bacou, Puissalicon, 1925, Mme Guy Viennet, Béziers, collection privée[20]

## Carrière
À la suite de sa licence ès sciences, Paul Bacou est appelé au service militaire de novembre 1898 à septembre 1899. Il commence sa carrière au poste de chef adjoint du cabinet du ministre des colonies Gaston Doumergue en mai 1903. En juin 1905, il prend la tête d'une mission en Orient pour le ministère des affaires étrangères et devient chef adjoint du cabinet au sous-secrétariat d'État au ministère de l'intérieur d'Albert Sarraut en mars 1906. En avril 1908 il est nommé sous-préfet de Brioude mais n'est pas installé, étant appelé à d'autres fonctions. En septembre 1909, il est chef du cabinet du ministre du commerce et de l'industrie Gaston Doumergue, puis chef du cabinet civil du ministre de la guerre, le général Jean Brun, en octobre 1909 et directeur de cabinet civil du sous-secrétaire d'État à la guerre Joseph Noulens en novembre 1910. Il est ensuite secrétaire général de la Gironde en mars 1911 puis directeur du cabinet du ministre de l'agriculture Jules Pams de mars 1911 à 1913.
Lors de la Première Guerre mondiale, il est mobilisé le 2 août 1914 et affecté au 127e régiment d'infanterie au Maroc. Il est nommé lieutenant en septembre 1916 et devient chef adjoint de cabinet du résident général de France au Maroc, le général Lyautey, en 1916 et 1917. Nommé préfet du Tarn en décembre 2017, il est maintenu aux armées, attaché militaire en mission près l'ambassade de France à Berne pour le contrôle et la coordination des services de renseignement (sécurité des frontières et propagande ennemie) de 1917 à 1919. Nommé préfet du Var en mai 1918, il est toujours maintenu aux armées. Il est nommé préfet du Doubs en mars 1919 et mis à la disposition du ministre de la justice Maurice Colrat pour le service général d'Alsace et de Lorraine en novembre 1923. Il est enfin nommé préfet du Haut-Rhin à la fin du même mois et ministre plénipotentiaire en octobre 1924 jusqu'à sa retraite en 1926.

## Distinction
Paul Bacou est nommé chevalier de la Légion d'honneur le 7 décembre 1910 et promu officier le 15 janvier 1920